# Bani Mahdi
Bani Mahdi – miejscowość w Egipcie, w muhafazie Al-Minja, w dystrykcie Al-Minja. W 2006 roku liczyła 5349 mieszkańców.